# Doug Lowe
Douglas Ackley Lowe AM (* 15. Mai 1942 in Hobart, Tasmanien) ist ein australischer Politiker der Australian Labor Party (ALP), der zwischen 1977 und 1981 Premierminister von Tasmanien war.

## Leben

### Abgeordneter und Minister
Lowe wurde als Kandidat der Australian Labor Party 10. Mai 1969 im Wahlkreis Franklin erstmals zum Mitglied des Repräsentantenhauses (Tasmanian House of Assembly), dem Unterhaus des tasmanischen Parlaments, gewählt und gehörte diesem bis zu seinem Mandatsverzicht am 8. Februar 1986 an.
Am 3. Mai 1972 wurde er von Premierminister Eric Reece als Wohnungsbauminister (Minister for Housing) erstmals in eine Regierung des Bundesstaates berufen. Zugleich war er vom 17. April 1974 bis zum 27. Mai 1976 Chefsekretär der Regierung.
Nachdem Amtsantritt von Reeces Nachfolger, Bill Neilson, am 31. März 1975 wurde er nicht nur Vize-Premierminister in dessen Kabinett, sondern übernahm darüber hinaus bis zum 27. Mai 1976 auch die Ämter als Minister für Planung und Reorganisation (Minister for Planning and Reorganisation) und kommissarischer Umweltminister (Minister administering the Department of the Environment). Ferner war er zusätzlich vom 6. Mai 1975 bis 22. Dezember 1976 kommissarischer Minister für Kommunalverwaltung (Minister administering the Local Government).
Im Rahmen einer Regierungsumbildung war er vom 27. Mai bis zum 12. August 1976 Minister für industrielle Beziehungen, Planung und Umwelt (Minister for Industrial Relations, Planning and the Environment) und danach bis zum 1. Dezember 1977 Minister für industrielle Beziehungen und Gesundheit (Minister for Industrial Relations and Health).

### Premierminister
Am 1. Dezember 1977 wurde Lowe Nachfolger von Bill Neilson als Premierminister sowie Vorsitzender der Labor Party Tasmaniens und wurde mit 35 Jahren der bis dahin jüngste Premierminister des Bundesstaates. Zugleich übernahm er vom 1. Dezember 1977 bis zum 7. August 1979 das Amt des Ministers für industrielle Beziehungen und Arbeitskräfteplanung (Minister for Industrial Relations and Manpower Planning).
Bei den Parlamentswahlen vom 18. Juli 1979 konnte er das Ergebnis der Labor Party ausbauen, die 129.973 Stimmen (54,32 Prozent) bekam und nunmehr über 20 Sitze im 35-köpfigen House of Assembly und damit über eine breite absolute Mehrheit verfügte. Die Liberal Party of Australia erzielte als stärkste Oppositionspartei 98.845 Stimmen (41,31 Prozent) und 15 Mandate, während die anderen Partei nicht ins Parlament einziehen konnten. Er selbst erzielte mit 24.971 Stimmen (51,2 Prozent) das höchste Ergebnis bei den Parlamentswahlen 1979.
Nach der Wahl übernahm Lowe vom 7. August 1979 bis zum 29. August 1980 auch das Amt des Ministers für Wirtschaftsplanung und Entwicklung (Minister for Economic Planning and Development) sowie vom 7. August 1979 bis zum 7. Juli 1981 des Energieministers (Minister for Energy). Daneben war er vom 18. Dezember 1979 bis zum 25. Februar 1980 auch Finanzminister (Treasurer) und Forstwirtschaftsminister (Minister for Forests) in seinem Kabinett. Zuletzt war er vom 7. August 1980 bis zum 11. November 1981 erneut Finanzminister.
Lowe verlor durch ein Misstrauensvotum am 11. November 1981 sein Amt als Premierminister und des Finanzministers an seinen Parteifreund Harry Holgate, der bisherige Minister für Wasserressourcen, für Umwelt sowie für Kommunalverwaltung in Lowes Kabinett. Lowe trat daraufhin aus der Labour Party aus und blieb bis zu seinem Rücktritt am 8. Februar 1986 als Parteiloser Mitglied des Repräsentantenhauses.
Einige Monate später wurde er am 24. Mai 1986 als Parteiloser im Wahlkreis Buckingham zum Mitglied des Senats (Tasmanian Legislative Council), dem Oberhaus des tasmanischen Parlaments, gewählt und gehörte diesem bis zu seinem Mandatsverzicht am 2. Mai 1992 an.

## Auszeichnungen
2000 wurde er zum Member des Order of Australia ernannt. 2001 erhielt er die Centenary Medal.

## Veröffentlichungen
- The Price of Power, 1984